# Derlis González Galeano
Derlis Alberto González Galeano (Mariano Roque Alonso, 23 marzo 1994) è un calciatore paraguaiano, attaccante dell'Olimpia, e della nazionale paraguaiana.

## Caratteristiche tecniche
Dotato di buonissima tecnica individuale è un esterno offensivo rapido che agisce su entrambe le fasce. Le sue armi principali sono la velocità e il dribbling, inoltre può giocare anche come seconda punta.

## Carriera

### Club
Proveniente dal Rubio Ñu, viene acquistato dal Benfica, dove può trasferirsi solo nel 2012, quando è maggiorenne.
Dopo le esperienze al Guaraní e all'Olimpia, il 20 maggio 2014 il giocatore firma un contratto quinquennale con il Basilea. Il 30 luglio 2015 si trasferisce in Ucraina, dove firma un contratto quinquennale con la Dinamo Kiev.

### Nazionale
Il suo esordio ufficiale con il Paraguay, avviene il 5 marzo 2014 nell'amichevole contro Costa Rica, l'anno successivo, prende parte alla Coppa America 2015.
Viene convocato per la Copa América Centenario del 2016.. Ai quarti di finale di questa competizione, nella partita contro il Brasile, deve tirare il rigore decisivo, il quarto nella sequenza. Lo sbaglia e così la sua nazionale esce dal torneo e il Brasile, futuro vincitore, si qualifica alle semifinali.

## Statistiche

### Presenze e reti nei club
Statistiche aggiornate al 7 dicembre 2016.
| Stagione           | Squadra            | Campionato         | Campionato | Campionato | Coppe nazionali | Coppe nazionali | Coppe nazionali | Coppe continentali | Coppe continentali | Coppe continentali | Altre coppe | Altre coppe | Altre coppe | Totale | Totale |
| Stagione           | Squadra            | Comp               | Pres       | Reti       | Comp            | Pres            | Reti            | Comp               | Pres               | Reti               | Comp        | Pres        | Reti        | Pres   | Reti   |
| ------------------ | ------------------ | ------------------ | ---------- | ---------- | --------------- | --------------- | --------------- | ------------------ | ------------------ | ------------------ | ----------- | ----------- | ----------- | ------ | ------ |
| 2013-2014          | Club Guaraní       | DP                 | 32         | 14         |                 |                 |                 | CS                 | 4                  | 1                  |             |             |             | 36     | 15     |
| 2014               | Club Olimpia       | DP                 | 20         | 9          |                 |                 |                 |                    |                    |                    |             |             |             | 20     | 9      |
| 2014-2015          | Basilea            | SL                 | 26         | 3          | CS              | 2               | 0               | UCL                | 8                  | 3                  |             |             |             | 35     | 6      |
| 2015-2016          | Dynamo Kyïv        | PL                 | 14         | 2          | KU              | 4               | 0               | UCL                | 8                  | 1                  |             |             |             | 26     | 3      |
| 2016-2017          | Dynamo Kyïv        | PL                 | 18         | 3          | KU              | 2               | 2               | UCL                | 5                  | 1                  | SK          | 1           | 0           | 26     | 6      |
| 2017-2018          | Dynamo Kyïv        | PL                 | 18         | 2          | KU              | 2               | 0               | UCL+UEL            | 2+10               | 0+1                | SK          | 1           | 0           | 33     | 3      |
| Totale Dinamo Kiev | Totale Dinamo Kiev | Totale Dinamo Kiev | 50         | 7          |                 | 8               | 2               |                    | 25                 | 3                  |             | 2           | 0           | 85     | 12     |
| 2018               | Santos             | A                  | 16         | 1          | CB              | 0               | 0               | CL                 | 2                  | 0                  | -           | -           | -           | 18     | 1      |
| 2019               | Santos             | A1/SP+A            | 11+16      | 5+1        | CB              | 6               | 2               | CL                 | 2                  | 0                  | -           | -           | -           | 35     | 8      |
| 2020               | Santos             | A1/SP+A            | 1+0        | 0+0        | CB              | 0               | 0               | -                  | -                  | -                  | -           | -           | -           | 1      | 0      |
| Totale Santos      | Totale Santos      | Totale Santos      | 12+32      | 5+2        |                 | 6               | 2               |                    | 4                  | 0                  |             | -           | -           | 54     | 9      |
| 2020               | Olimpia            | DP                 | 15         | 7          | CP              | 0               | 0               | CL                 | 5                  | 0                  | -           | -           | -           | 20     | 7      |
| 2021               | Olimpia            | DP                 | 21         | 6          | CP              | 4               | 5               | CL                 | 6                  | 2                  | -           | -           | -           | 31     | 13     |
| 2022               | Olimpia            | DP                 | 32         | 18         | CP              | 1               | 2               | CL+CS              | 12+2               | 1+1                | SP          | 1           | 0           | 48     | 22     |
| 2023               | Olimpia            | DP                 | 17         | 4          | CP              | 0               | 0               | CL                 | 2                  | 0                  | -           | -           | -           | 19     | 4      |
| 2024               | Olimpia            | DP                 | 18         | 4          | CP              | 0               | 0               | CS                 | 0                  | 0                  | -           | -           | -           | 18     | 4      |
| Totale Olimpia     | Totale Olimpia     | Totale Olimpia     | 123        | 48         |                 | 5               | 7               |                    | 27                 | 2                  |             | 1           | 0           | 156    | 57     |
| Totale carriera    | Totale carriera    | Totale carriera    | 275        | 79         |                 | 21              | 11              |                    | 68                 | 11                 |             | 3           | 0           | 367    | 101    |

### Cronologia presenze e reti in nazionale
| Cronologia completa delle presenze e delle reti in nazionale ― Paraguay | Cronologia completa delle presenze e delle reti in nazionale ― Paraguay | Cronologia completa delle presenze e delle reti in nazionale ― Paraguay | Cronologia completa delle presenze e delle reti in nazionale ― Paraguay | Cronologia completa delle presenze e delle reti in nazionale ― Paraguay | Cronologia completa delle presenze e delle reti in nazionale ― Paraguay | Cronologia completa delle presenze e delle reti in nazionale ― Paraguay | Cronologia completa delle presenze e delle reti in nazionale ― Paraguay |
| Data                                                                    | Città                                                                   | In casa                                                                 | Risultato                                                               | Ospiti                                                                  | Competizione                                                            | Reti                                                                    | Note                                                                    |
| ----------------------------------------------------------------------- | ----------------------------------------------------------------------- | ----------------------------------------------------------------------- | ----------------------------------------------------------------------- | ----------------------------------------------------------------------- | ----------------------------------------------------------------------- | ----------------------------------------------------------------------- | ----------------------------------------------------------------------- |
| 5-3-2014                                                                | San José                                                                | Costa Rica                                                              | 2 – 1                                                                   | Paraguay                                                                | Amichevole                                                              | -                                                                       | 58’                                                                     |
| 29-5-2014                                                               | Kufstein                                                                | Paraguay                                                                | 1 – 2                                                                   | Camerun                                                                 | Amichevole                                                              | -                                                                       | 46’                                                                     |
| 1-6-2014                                                                | Nizza                                                                   | Francia                                                                 | 1 – 1                                                                   | Paraguay                                                                | Amichevole                                                              | -                                                                       | 77’                                                                     |
| 7-9-2014                                                                | Villaco                                                                 | Paraguay                                                                | 0 – 0                                                                   | Emirati Arabi Uniti                                                     | Amichevole                                                              | -                                                                       | 58’                                                                     |
| 10-10-2014                                                              | Cheonan                                                                 | Corea del Sud                                                           | 2 – 0                                                                   | Paraguay                                                                | Amichevole                                                              | -                                                                       | 69’                                                                     |
| 14-10-2014                                                              | Changsha                                                                | Cile                                                                    | 2 – 1                                                                   | Paraguay                                                                | Amichevole                                                              | -                                                                       | 59’                                                                     |
| 14-11-2014                                                              | Luque                                                                   | Paraguay                                                                | 2 – 1                                                                   | Perù                                                                    | Amichevole                                                              | 1                                                                       | 81’                                                                     |
| 18-11-2014                                                              | Lima                                                                    | Perù                                                                    | 2 – 1                                                                   | Paraguay                                                                | Amichevole                                                              | -                                                                       | 84’ 90’                                                                 |
| 6-6-2015                                                                | Asunción                                                                | Paraguay                                                                | 2 – 2                                                                   | Honduras                                                                | Amichevole                                                              | -                                                                       | 46’                                                                     |
| 13-6-2015                                                               | La Serena                                                               | Argentina                                                               | 2 – 2                                                                   | Paraguay                                                                | Coppa America 2015 - 1º Turno                                           | -                                                                       | 46’ 48’                                                                 |
| 16-6-2015                                                               | Antofagasta                                                             | Paraguay                                                                | 1 – 0                                                                   | Giamaica                                                                | Coppa America 2015 - 1º Turno                                           | -                                                                       |                                                                         |
| 20-6-2015                                                               | La Serena                                                               | Uruguay                                                                 | 1 – 1                                                                   | Paraguay                                                                | Coppa America 2015 - 1º turno                                           | -                                                                       | 79’ 90’                                                                 |
| 27-6-2015                                                               | Concepción                                                              | Brasile                                                                 | 1 – 1 dts (3 – 4 dtr)                                                   | Paraguay                                                                | Coppa America 2015 - Quarti di finale                                   | 1                                                                       |                                                                         |
| 30-6-2015                                                               | Concepción                                                              | Argentina                                                               | 6 – 1                                                                   | Paraguay                                                                | Coppa America 2015 - Semifinale                                         | -                                                                       | 27’                                                                     |
| 8-10-2015                                                               | Puerto Ordaz                                                            | Venezuela                                                               | 0 – 1                                                                   | Paraguay                                                                | Qual. Mondiali 2018                                                     | 1                                                                       |                                                                         |
| 13-10-2015                                                              | Asunción                                                                | Paraguay                                                                | 0 – 0                                                                   | Argentina                                                               | Qual. Mondiali 2018                                                     | -                                                                       | 77’                                                                     |
| 13-11-2015                                                              | Lima                                                                    | Perù                                                                    | 1 – 0                                                                   | Paraguay                                                                | Qual. Mondiali 2018                                                     | -                                                                       | 90+4’                                                                   |
| 17-11-2015                                                              | Asunción                                                                | Paraguay                                                                | 2 – 1                                                                   | Bolivia                                                                 | Qual. Mondiali 2018                                                     | -                                                                       | 77’                                                                     |
| 24-3-2016                                                               | Quito                                                                   | Ecuador                                                                 | 2 – 2                                                                   | Paraguay                                                                | Qual. Mondiali 2018                                                     | -                                                                       | 73’                                                                     |
| 29-3-2016                                                               | Asunción                                                                | Paraguay                                                                | 2 – 2                                                                   | Brasile                                                                 | Qual. Mondiali 2018                                                     | -                                                                       |                                                                         |
| 28-5-2016                                                               | Atlanta                                                                 | Messico                                                                 | 1 – 0                                                                   | Paraguay                                                                | Amichevole                                                              | -                                                                       | 15’ 69’                                                                 |
| 4-6-2016                                                                | Orlando                                                                 | Costa Rica                                                              | 0 – 0                                                                   | Paraguay                                                                | Coppa America Centenario - 1º turno                                     | -                                                                       | 83’ 89’                                                                 |
| 11-6-2016                                                               | Filadelfia                                                              | Stati Uniti                                                             | 1 – 0                                                                   | Paraguay                                                                | Coppa America Centenario - 1º turno                                     | -                                                                       |                                                                         |
| 6-10-2016                                                               | Asunción                                                                | Paraguay                                                                | 0 – 1                                                                   | Colombia                                                                | Qual. Mondiali 2018                                                     | -                                                                       | 46’                                                                     |
| 11-10-2016                                                              | Córdoba                                                                 | Argentina                                                               | 0 – 1                                                                   | Paraguay                                                                | Qual. Mondiali 2018                                                     | 1                                                                       |                                                                         |
| 11-11-2016                                                              | Asunción                                                                | Paraguay                                                                | 1 – 4                                                                   | Perù                                                                    | Qual. Mondiali 2018                                                     | -                                                                       |                                                                         |
| 29-3-2017                                                               | San Paolo                                                               | Brasile                                                                 | 3 – 0                                                                   | Paraguay                                                                | Qual. Mondiali 2018                                                     | -                                                                       | 56’                                                                     |
| 5-10-2017                                                               | Barranquilla                                                            | Colombia                                                                | 1 – 2                                                                   | Paraguay                                                                | Qual. Mondiali 2018                                                     | -                                                                       | 38’                                                                     |
| 27-3-2018                                                               | Cary                                                                    | Stati Uniti                                                             | 1 – 0                                                                   | Paraguay                                                                | Amichevole                                                              | -                                                                       | 83’                                                                     |
| 20-11-2018                                                              | Durban                                                                  | Sudafrica                                                               | 1 – 1                                                                   | Paraguay                                                                | Amichevole                                                              | -                                                                       | 46’                                                                     |
| 23-3-2019                                                               | Harrison                                                                | Perù                                                                    | 1 – 0                                                                   | Paraguay                                                                | Amichevole                                                              | -                                                                       | 90+1’                                                                   |
| 27-3-2019                                                               | Santa Clara                                                             | Messico                                                                 | 4 – 2                                                                   | Paraguay                                                                | Amichevole                                                              | 1                                                                       | 83’                                                                     |
| 5-6-2019                                                                | Ciudad del Este                                                         | Paraguay                                                                | 1 – 1                                                                   | Honduras                                                                | Amichevole                                                              | -                                                                       | 46’                                                                     |
| 9-6-2019                                                                | Asunción                                                                | Paraguay                                                                | 2 – 0                                                                   | Guatemala                                                               | Amichevole                                                              | 1                                                                       | 20’ 77’                                                                 |
| 16-6-2019                                                               | Rio de Janeiro                                                          | Paraguay                                                                | 2 – 2                                                                   | Qatar                                                                   | Coppa America 2019 - 1º turno                                           | 1                                                                       | 46’                                                                     |
| 19-6-2019                                                               | Belo Horizonte                                                          | Argentina                                                               | 1 – 1                                                                   | Paraguay                                                                | Coppa America 2019 - 1º turno                                           | -                                                                       | 90’                                                                     |
| 23-6-2019                                                               | Salvador de Bahia                                                       | Colombia                                                                | 1 – 0                                                                   | Paraguay                                                                | Coppa America 2019 - 1º turno                                           | -                                                                       | 82’                                                                     |
| 27-6-2019                                                               | Porto Alegre                                                            | Brasile                                                                 | 0 – 0 (4 – 3 dtr)                                                       | Paraguay                                                                | Coppa America 2019 - Quarti di finale                                   | -                                                                       |                                                                         |
| 5-9-2019                                                                | Kashima                                                                 | Giappone                                                                | 2 – 0                                                                   | Paraguay                                                                | Amichevole                                                              | -                                                                       | 73’                                                                     |
| 10-9-2019                                                               | Amman                                                                   | Giordania                                                               | 2 – 4                                                                   | Paraguay                                                                | Amichevole                                                              | -                                                                       | 57’                                                                     |
| 10-10-2019                                                              | Kruševac                                                                | Serbia                                                                  | 1 – 0                                                                   | Paraguay                                                                | Amichevole                                                              | -                                                                       | 74’ 84’                                                                 |
| 13-10-2019                                                              | Bratislava                                                              | Slovacchia                                                              | 1 – 1                                                                   | Paraguay                                                                | Amichevole                                                              | -                                                                       | 68’                                                                     |
| 19-11-2019                                                              | Riad                                                                    | Arabia Saudita                                                          | 0 – 0                                                                   | Paraguay                                                                | Amichevole                                                              | -                                                                       | 45+3’ 89’                                                               |
| 2-6-2022                                                                | Sapporo                                                                 | Giappone                                                                | 4 – 1                                                                   | Paraguay                                                                | Amichevole                                                              | 1                                                                       | 55’                                                                     |
| 10-6-2022                                                               | Suwon                                                                   | Corea del Sud                                                           | 2 – 2                                                                   | Paraguay                                                                | Amichevole                                                              | -                                                                       | 84’                                                                     |
| 31-8-2022                                                               | Atlanta                                                                 | Messico                                                                 | 0 – 1                                                                   | Paraguay                                                                | Amichevole                                                              | 1                                                                       | 86’                                                                     |
| 23-9-2022                                                               | Wiener Neustadt                                                         | Paraguay                                                                | 1 – 0                                                                   | Emirati Arabi Uniti                                                     | Amichevole                                                              | -                                                                       | 89’                                                                     |
| 27-9-2022                                                               | Siviglia                                                                | Paraguay                                                                | 0 – 0                                                                   | Marocco                                                                 | Amichevole                                                              | -                                                                       | 42’ 76’                                                                 |
| 16-11-2022                                                              | Lima                                                                    | Perù                                                                    | 1 – 0                                                                   | Paraguay                                                                | Amichevole                                                              | -                                                                       | 65’                                                                     |
| 20-11-2022                                                              | Fort Lauderdale                                                         | Colombia                                                                | 2 – 0                                                                   | Paraguay                                                                | Amichevole                                                              | -                                                                       |                                                                         |
| 16-6-2024                                                               | Panama                                                                  | Panama                                                                  | 0 – 1                                                                   | Paraguay                                                                | Amichevole                                                              | -                                                                       | 64’                                                                     |
| 2-7-2024                                                                | Austin                                                                  | Costa Rica                                                              | 2 – 1                                                                   | Paraguay                                                                | Coppa America 2024 - 1º turno                                           | -                                                                       | 83’                                                                     |
| Totale                                                                  |                                                                         | Presenze                                                                | 52                                                                      |                                                                         | Reti                                                                    | 9                                                                       |                                                                         |

## Palmarès

### Club

#### Competizioni nazionali
- Campionato svizzero: 1

Basilea: 2014-2015
- Campionato ucraino: 1

Dinamo Kiev: 2015-2016
- Supercoppa d'Ucraina: 1

Dinamo Kiev: 2016
- Campionato paraguaiano: 1

Olimpia: Clausura 2020

### Individuale
- Capocannoniere del campionato paraguaiano: 1

Clausura 2022 (12 gol)